# Род Шатеноа
Шатеноа, а също и Елзаски род (на немски: Haus Châtenois; Haus Elsass), е аристократична фамилия, чиито представители управляват като херцози на (Горна-)Лотарингия от 1048 до 1452 г. Те произлизат в директна (мъжка) линия от Матфридите, като една от страничните ѝ линии е фамилията на графовете от Водемон, която получава обратно своето наследство след края на Анжуйска династия през 1473 г.
Родът Шатеноа е издънка на една от най-старите документирани и още съществуващи аристократични фамилии на Европа, чието название от средата на 18 век е династията Хабсбург-Лотаринги.

## Херцози на Лотарингия (1048 – 1431)
- 1048 – 1070 Жерар (Герхард) I (ок. 1030 – 1070), ∞ за Хедвига (†1067), дъщеря на Алберт I, граф на Намюр:
  - Тиери (Дитрих) II Храбрия (ок. 1055 – 1115), следващ херцог на Лотарингия;
  - Жерар I (1057 – 1108).[1]
- 1070 – 1115 Тиери (Дитрих) II Храбрия (ок. 1055 – 1115), ∞ 1079 Хедвига, дъщеря на Фридрих граф на Формбах; ∞ Гертруда от Халденслебен, вдовица на Гебхард от Суплинбургите, майка на император Лотар III.; ∞ 1095 Гертруда от Фландрия, † 1115/26, дъщеря на Роберт Фризиеца, граф на Фландрия и граф на Холандия, вдовица на Хайнрих III граф и фогт на Брабант:
  - Симон (Зигмунд) I (ок. 1076 – 1138), следващ херцог на Лотарингия;
  - Гертруда (Петронела) (†1144), омъжена (1113) за Флорис II Дебелия, граф на Холандия (ок 1085 – 1121);
  - Тиери (Дитрих) (ок. 1100 – 1168), граф на Фландрия;
  - Анри (Хайннрих) (†1165), от 1126 епископ на Тул.[1]
- 1115 – 1138 Симон (Зигмунд) I (ок. 1076 – 1139), ∞ 1115 за Аделгейда фон Кведлинбург, дъщеря на Балдуин (Бодуен), граф на Геннегау:
  - Матие (Матиас) I (ок. 1110 – 13.5.1176), следващ херцог на Лотарингия;
  - Агата (†след 1147), омъжена (ок 1144) за Рение III (ок. 1090 – 1148), херцог на Бургундия;
  - Робер (†след 1176), граф на Флоранж.[1]
- 1138 – 1176 Матие (Матиас) I (ок. 1110 – 13.5.1176), ∞ ок. 1138 за Берта (1123 – 1202), дъщеря на Фридрих II Едноокия, граф на Швабия:
  - Симон (Зигмунд) II (ок. 1140-ок. 1207), следващ херцог на Лотарингия;
  - Фери (Фридрих) I (ок. 1143 – 1206), следващ херцог на Лотарингия;
  - Матие (Матиас) (1159 – 1199), граф на Тул;
  - Тиери (Дитрих) IV (†1181), епископ на Мец (1173 – 1179);
  - Юдит (†1173), омъжена (ок. 1170) за Етиен II (1122 – 1173), граф на д’Осон;
  - Аделгейда, омъжена (1165, развод 1183) за Хуго (Юг) III (1148 – 1192), херцог на Бургундия;
  - София, омъжена за граф Хайнрих фон Лимбург.[1]
- 1176 – 1205 Симон (Зигмунд) II (ок. 1140-ок. 1207), ∞ 1190 за Ида (†1224), дъщеря на граф Жерар I дьо Макон (†1224). Умира без наследници.[1]
- 1205 – 1206 Фери (Фридрих) I (ок. 1143 – 1206), ∞ 1167 за Людмила (1153 – 1223), дъщеря на Мешко III Стари, княз на Великополша:
  - Фери (Фридрих) II (†1213), следващ херцог на Лотарингия;
  - Тиери (Дитрих) (1175 – 1225), ∞ за Гертруда, дъщеря на Матие Монморанси;
  - Анри (Хенрих) (†1239), владетел на Байон, ∞ за Агнеса (†1223);
  - Филип (†1243), владетел на Гебвайлер, ∞ за Агнеса;
  - Матие (Матиас) (1170 – 1217), епископ на Тул (1197 – 1210);
  - Агата (†1242), абатиса в Ремиремон;
  - Юдит (†1224), омъжена за граф Хайнрих II фон Залм (†1244).[1]
- 1206 – 1213 Фери (Фридрих) II, ∞ 1189 за Агнес (†1226), дъщеря на граф Тибо дьо Бар:
  - Тибо (Теобалд) I (ок. 1191 – 1220), следващ херцог на Лотарингия;
  - Матие (Матиас) II (†1251), следващ херцог на Лотарингия;
  - Рене (†1274), ∞ 1241 за Елизабет (†1273), дъщеря на Хенрих фон Блискастел;
  - Жак (†1260), епископ на Мец от 1239 г.;
  - Аделгейда (Берта) (†1250), 1-ви брак с граф Вернер I фон Хабсбург-Кюбург; 2-ри брак (1229) с граф Готие дьо Виньори;
  - Лорета (†1247), омъжена (1226) за граф Симон III фон Саарбрюкен (†1233).[1]
- 1213 – 1220 Тибо (Теобалд) I (ок. 1191 – 1220), ∞ 1206 за Гертруд (†1225), дъщеря на граф Алберт фон Дагсбург. Умира без наследници.[1]
- 1220 – 1251 Матие (Матиас) II (†1251), ∞ 1225 за Катерина (†1255), дъщеря на граф Валарам IV фон Лимбург:
  - Фери (Фридрих) III (1240 – 1303), следващ херцог на Лотарингия;
  - Лаура, 1-ви брак (1250) със сеньор Жан I дьо Дампиер (†1258); 2-ри брак с Гийом дьо Вержи;
  - Елизабет (†1266), 1-ви брак с Гийом III дьо Виен (†1255); 2-ри брак с Жан I дьо Шалон (1243 – 1309), граф д’Осер;
  - Катерина, омъжена (1255) за граф Рихард фон Мьолпелгард (†1279);
  - Аделина (†1278), омъжена за Лодовико I ди Савоя (1250 – 1302).[1]
- 1251 – 1303 Фери (Фридрих) III (1240 – 1303), ∞ 1255 за Маргарета (†1306), дъщеря на Тибо I Трубадур, крал на Навара:
  - Тибо (Теобалд) II (ок. 1260 – 1312), следващ херцог на Лотарингия;
  - Матие (Матиас) (†1281), владетел на Белруар, ∞ 1278 за Аделгейда (†1307), дъщеря на Теобалд II, граф на Бар;
  - Фери (Фридрих) (†1299), епископ на Орлеан от 1296 г.;
  - Жан (†1306), граф на Тул;
  - Изабела (Елизабет) (†1335), 1-ви брак (1287) с баварския херцог Лудвиг III (1267 – 1290); 2-ри брак (1306) с граф Анри III дьо Водемон (†1339);
  - Катерина (†ок. 1330), омъжена (1290) за граф Конрад II фон Фрайбург (†1350);
  - Агнеса (†1291), монахиня;
  - Агнеса (†1280), омъжена за Жан II дьо Аркур (†1302).[1]
- 1303 – 1312 Тибо (Теобалд) II (ок. 1260 – 1312), ∞ 1255 за Изабела, дъщеря на Юг IV дьо Румини:
  - Фери (Фридрих) IV (1282 – 1328), следващ херцог на Лотарингия;
  - Матие (Матиас) († 1327), ∞ 1313 за Матилда, дъщеря на Робер III, граф на Фландрия;
  - Хуго (Юг) II (†1328), владетел на Румини, ∞ за Маргарита, дъщеря на Робер дьо Бом;
  - Мария, омъжена (1325) за Ги дьо Шатийон (†1362);
  - Маргарета (†до 1352), омъжена (1323) за граф Луи V дьо Лоон-Шини (†1336);
  - Изабела (†1353), омъжена за Ерар дьо Бар (†1337).[1]
- 1312 – 1328 Фери (Фридрих) IV (1282 – 1328), ∞ 1304 за Изабела (Елизабет) (1285 – 1352), дъщеря на римско-германския крал Албрехт I:
  - Раул (Рудолф) (1318 – 1346), следващ херцог на Лотарингия;
  - Фери (Фридрих), граф на Люневил;
  - Теобалд, каноник в Трир и Лютих от 1318 г.;
  - Алберт, каноник в Лютих от 1346 г.;
  - Маргарета, омъжена (1364) за Улрих IX фон Раполтщейн (†1377);
  - Бланка, монахиня в Андлау от 1340 г.[1]
- 1328 – 1346 Раул (Рудолф) (1320 – 1346), 1-ви брак (1329) с Елеонора (†1332), дъщеря на Едуард I, граф на Бар; 2-ри брак (1334) с Мария (†1379), дъщеря на граф Ги I дьо Блоа-Шатийон:
  - Жан (Йохан) I (1346 – 1390), следващ херцог на Лотарингия.[1]
- 1346 – 1390 Жан (Йохан) I (1346 – 1390), 1-ви брак (1361) със София (1343 – 1369), дъщеря на граф Еберхард II фон Вюртемберг; 2-ри брак с Маргарета (†1372), дъщеря на граф Луи V ван Лоос:
  - Карл (Шарл) II(I) (1364 – 1431), следващ херцог на Лотарингия;
  - Мария, монахиня в Трир;
  - Изабела (†1411), омъжена (1381) за Ангеран VII дьо Куси (1342 – 1397);
  - Фери (Фридрих) I (†1415), граф на Водемон от 1393 г., ∞ 1393 за Маргарета (1354 – 1416), дъщеря на Анри V дьо Жуанвил, граф на Водемон.[1]
- 1390 – 1431 Карл (Шарл) II(I) (1364 – 1431), ∞ 1393 за Маргарета (1376 – 1434), дъщеря на римско-германския крал Рупрехт:
  - Катерина (†1439), омъжена (1426) за маркграф Якоб I фон Баден (1407 – 1453);
  - Изабела (†1453), херцогиня на Лотарингия (1431 – 1441), омъжена (1420) за сицилианския крал Рениеро I д’Анжу (1408 – 1480), херцог на Лотарингия (1441 – 1452).[1]